# 국민정서법
국민정서법(國民情緒法, 일본어: 国民情緒法)은 일본 제국의 일본 통치 시대와 일본의 전쟁 범죄 관련한 대한민국 사법부의 판단이 죄형법정주의를 부정하는 법논리이다.
한국인의 국민정서에 맞는다는 조건만 충족되면 행정·입법·사법은 실정법에 구속되지 않는 판단·판결을 낼 수 있다면서 사법부의 판단을 부정하고 비난할 때 쓰는 용어이다.
한국 미디어에서도 사용된 사례가 있다. 예를 들어 중앙일보는 2005년에 "헌법에 군림한다 '는 국민 정서법을 소개했다. 2019년 8월 조국이 딸을 대학에 입학시킨 경위에 부정 의혹이 나온 건에 대해 한겨레는 "평생을 법조인 글과 함께 한 조 후보자가 정체를 알 수 없는"국민 감정 법" 즉 민심의 바다에 빠진 상황"이라고 옹호했다.

## 같이 보기
- 친일반민족행위자 재산의 국가귀속에 관한 특별법
- 일제강점하 반민족행위 진상규명에 관한 특별법
- 한반도에서 유출된 문화재 반환 문제(일본어판)